# Debout sur le zinc
Debout sur le zinc, abrégé Debout ou DSLZ, est un groupe de la nouvelle scène française, originaire de Rambouillet. Ses membres empruntent leurs mélodies aux rythmes rock, tziganes, yiddish ou orientaux mais en font une musique originale grâce à leurs textes et à leurs arrangements.

## Biographie

### Débuts (1995—2000)
Le groupe DSLZ émane de deux formations l’une de chanson rock, l’autre de folk irlandais. En 1995, deux duos d’amis se rencontrent au lycée, à Rambouillet : Simon Mimoun et Olivier Sulpice, puis Christophe Bastien et Cédric Emolieff dit « Momo ». Peu de temps après, Fred Trisson, un ami de Simon, se joint au groupe. Ils créent alors un répertoire basé sur les compositions et les influences de chacun. Ils entament une série de concerts dans les bars, la rue ou en première partie d’artistes confirmés tels que La Tordue, Louise Attaque, Rachid Taha, Les Garçons bouchers…
Le groupe compose et participe musicalement sur scène avec Romain Sassigneux ami de Fred, à L'Éveil du printemps de Frank Wedekind mis en scène par Bruno Lajara (notamment au festival d'Avignon en 1997). En 1998, à la recherche d’un contrebassiste, le groupe rencontre William Lovti. En octobre 1999, parait leur premier album, homonyme du groupe, auquel participe Romain Sassigneux, qui fera définitivement partie du groupe par la suite. L’album est enregistré à Acousti et réalisé par Alain Cluzeau, qui a également été le directeur artistique de Bénabar. Sa diffusion est assurée par Wagram.

### Succès et diversification (2001—2014)
Leur deuxième album, encore édité par Wagram, parait en mai 2001 sous le titre L’Homme à tue-tête, proposant des chansons dans un univers proche des Têtes raides. Il reçoit des critiques du Nouvel Obs et de Télérama l’évaluant à trois étoiles. DSLZ écrivent et interprètent la chanson Poil aux yeux qui parait en 2003 dans l’album de chanson jeunesse La Pittoresque Histoire de Pitt'ocha, coordonné par Les Ogres de Barback.
Les DSLZ en sont à plus de 80 concerts et sortent sous la marque Wagram, un troisième album autoproduit, Des singes et des moutons. Les DSLZ accélèrent le rythme des tournées partout en France avec des scènes marquantes comme l'Olympia, la Cigale, le Printemps de Bourges, Solidays et à l’étranger (Suisse, Belgique, Russie, Madagascar…). Ils préparent en même temps un quatrième album, Les Promesses, avec une volonté de pousser un peu plus vers la musique électrique. Celui-ci parait en avril 2006. Le 12 juillet 2009, ils clôturent le festival LaSemo, accompagnés des Ogres de Barback.
Prenant une « pause musicale », DSLZ se consacre à l’interprétation de l’Abécédaire musical écrit par Boris Vian et mis en musique par Lucienne Vernay, dans un livre-CD qui parait en 2012, et se vend à plus de 10 000 exemplaires dans les six mois qui suivent sa sortie. Les artistes écrivent alors un spectacle théâtral mettant en scène les pistes de l’album pour se produire jusqu’en 2014 devant les enfants.

### Nouveaux albums et concerts (depuis 2015)

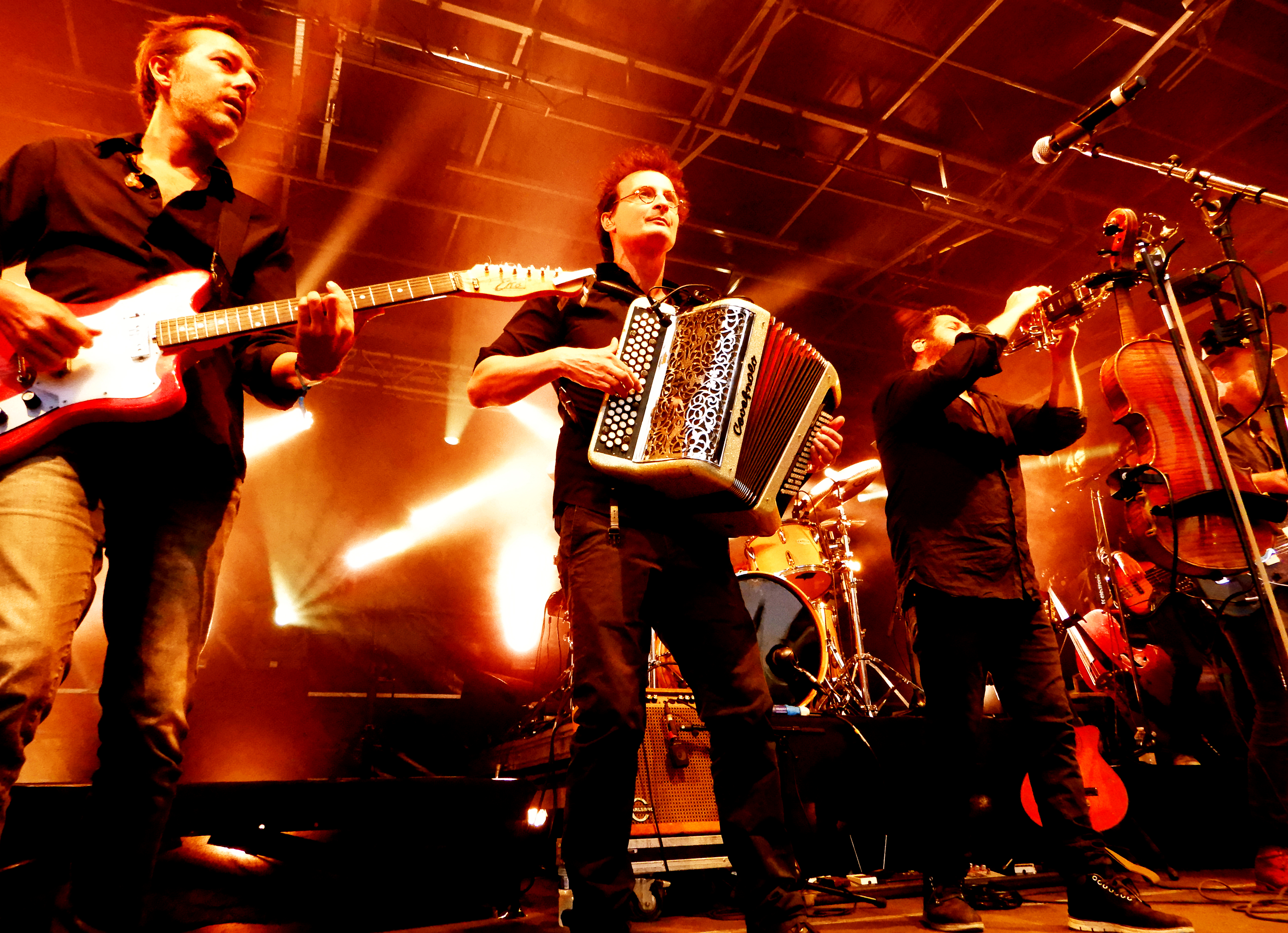
DSLZ le 13 septembre 2019 à Grandchamps-des-Fontaines (Loire-Atlantique).

En 2014, deux membres quittent le groupe et deux autres arrivent : William Lovti pour raisons médicales et Christophe Bastien sont remplacés par Thomas Benoît et Marie Lalonde (elle même très vite remplacée par Chadi Chouman)
En septembre 2015, Debout sortent leur neuvième album intitulé Eldorado(s) dans lequel ils abordent les thèmes de l’immigration (Lampedusa), de la condition féminine et de l’enfance.
En 2021, le groupe sort son 10e album, L'Importance de l'hiver, qui a été initié lors du premier confinement de 2020 en France. À la fin 2021, le groupe chante des textes de Boris Vian. À l’occasion du 100e anniversaire de la naissance de Boris Vian, Debout sur le zinc présente, en janvier 2022, à l’Antichambre, un album écrit en hommage à l’artiste.  Le 8 février 2022, le groupe joue un concert, à l'Orange Bleue de Vitry-le-François.

## Style musical
Le groupe s’appuie principalement sur ses textes et a des influences principalement folk (dont la musique traditionnelle irlandaise) et rock, mais aussi de la chanson française. En 1999, Le Monde qualifie leur musique de « ragga-musette », désignant le groupe comme « petit frère des Têtes raides ».
En 2012, le groupe enregistre une version de l’abécédaire écrit par Boris Vian, à destination des enfants. Ces chansons sont ensuite mises en scène et font l’objet d’un spectacle théâtrale et d’une tournée en 2015.

## Place sur la scène alternative
Avec La Rue Ketanou, Debout sur le zinc est considéré comme la « troisième famille » du projet Un air, deux familles qui lie Les Ogres de Barback et Les Hurlements d'Léo. Comme ces deux derniers groupes, ils ont participé aux tournées du chapiteau Latcho Drom,.
Le journal Libération cite Debout sur le zinc avec Les Hurlements d’Léo comme les premiers d’une « nouvelle vague » de groupes indépendants altermondialistes, après la génération punk des années 1980.

## Discographie
- Deux cassettes homonymes du groupe

### Albums studio
- 1999 : Debout sur le zinc (Not On Label)| 1.       | La pantomime          | 02:32 |
| 2.       | La valse misère       | 03:39 |
| 3.       | Dialogue de sourds    | 04:49 |
| 4.       | Emilie                | 02:42 |
| 5.       | Au comptoir           | 04:01 |
| 6.       | L'abbé chamel         | 02:20 |
| 7.       | Le grand chemin       | 04:04 |
| 8.       | Yvonne                | 04:29 |
| 9.       | Point d'interrogation | 04:05 |
| 10.      | Ma petite chérie      | 03:43 |
| 11.      | L'ambition            | 03:04 |
| 12.      | La jeunesse           | 01:33 |
| 00:41:08 |                       |       |
- 2001 : L’Homme à Tue-Tête (Next Music, Agathe Production)| 1.       | Plein comme une barrique       | 03:15 |
| 2.       | L'homme à tue-tête             | 03:48 |
| 3.       | Les manigances                 | 03:59 |
| 4.       | Les petites envies de meurtres | 02:37 |
| 5.       | 2 x oui                        | 03:27 |
| 6.       | 2 x oui                        | 03:50 |
| 7.       | Le roi du monde                | 04:04 |
| 8.       | Dans le métro                  | 03:08 |
| 9.       | Désert                         | 04:20 |
| 10.      | Slawek                         | 00:49 |
| 11.      | Me laissez pas seul            | 03:21 |
| 12.      | La rengaine                    | 02:40 |
| 13.      | Ton petit cirque               | 05:17 |
| 14.      | Un jour de moins               | 03:01 |
| 15.      | Où est l'histoire              | 03:29 |
| 16.      | Les sens interdits             | 02:46 |
| 00:53:58 |                                |       |

- 2004 : Des singes et des moutons (Wagram Music)| 1.       | Les moutons             | 03:45 |
| 2.       | Le bleu du miroir       | 03:43 |
| 3.       | Elle m'ennuie           | 02:32 |
| 4.       | Chut                    | 02:34 |
| 5.       | Elle                    | 03:49 |
| 6.       | Les mots d'amour        | 02:56 |
| 7.       | Comme un ange           | 05:04 |
| 8.       | Si l'idée nous enchante | 04:03 |
| 9.       | Mes voisins             | 05:11 |
| 10.      | Les angles              | 02:30 |
| 11.      | Marée noire             | 05:15 |
| 12.      | Hop là !                | 01:22 |
| 00:42:50 |                         |       |

- 2006 : Les Promesses (Wagram Music)| 1.       | Des larmes sur ma manche | 04:05 |
| 2.       | Rester debout            | 03:01 |
| 3.       | Un jour ou l'autre       | 03:43 |
| 4.       | Comme s'il en pleuvait   | 03:26 |
| 5.       | Te promettre la lune     | 03:55 |
| 6.       | Les tontons              | 01:59 |
| 7.       | Fallait pas              | 03:13 |
| 8.       | La déclaration           | 04:15 |
| 9.       | La lettre perdue         | 04:26 |
| 10.      | Mieux que rien           | 03:01 |
| 11.      | De fil en aiguilles      | 01:49 |
| 12.      | Un défaut de toi         | 03:02 |
| 13.      | Anita                    | 02:23 |
| 14.      | La pantomime             | 03:55 |
| 15.      | Bonus                    | 02:06 |
| 00:48:26 |                          |       |

- 2007 : Récréations (Wagram Music)| 1.       | Chloée                | 04:13 |
| 2.       | L'enterrement         | 03:46 |
| 3.       | Le tanticide          | 02:54 |
| 4.       | Vous avez dit Bizarre | 04:43 |
| 5.       | Un héros est mort     | 03:49 |
| 6.       | La mimounade          | 02:38 |
| 7.       | La marin d'eau douce  | 04:03 |
| 8.       | Les déserteurs        | 02:59 |
| 9.       | Se dire adieu         | 04:40 |
| 10.      | Ta ta ta ta           | 01:02 |
| 00:34:47 |                       |       |

- 2008 : De Charybde en Scylla (Wagram Music)| 1.       | J'ai                 | 03:26 |
| 2.       | Sport 2000           | 03:36 |
| 3.       | Fin septembre        | 03:46 |
| 4.       | Scylla               | 04:02 |
| 5.       | Aller simple         | 04:13 |
| 6.       | Coup de foudre       | 04:03 |
| 7.       | En attendant         | 02:08 |
| 8.       | S'ils savaient       | 04:35 |
| 9.       | L'arbre              | 03:42 |
| 10.      | L'invisible          | 04:25 |
| 11.      | Je cherche encore    | 03:43 |
| 12.      | En attendant le pire | 04:12 |
| 00:45:57 |                      |       |
- 2011 : La Fuite en avant| No  | Titre                  | Durée |
| --- | ---------------------- | ----- |
| 1.  | La fuite en avant      |       |
| 2.  | Sur le fil             |       |
| 3.  | Oublie-Moi             |       |
| 4.  | Comme un frisson       |       |
| 5.  | Le cran                |       |
| 6.  | Belle parmi les belles |       |
| 7.  | Avance sans moi        |       |
| 8.  | L'équilibriste         |       |
| 9.  | Indécis                |       |
| 10. | J'ai déjà donné        |       |
| 11. | La vie à deux          |       |
| 12. | Plan-plan              |       |
- 2015 : Eldorado(s) (La Bobine, Grenoble)| 1.       | C'est                | 02:32 |
| 2.       | J'ai vu la lumière   | 02:39 |
| 3.       | La relève            | 03:28 |
| 4.       | Lampedusa            | 03:52 |
| 5.       | Le train             | 03:57 |
| 6.       | Le temps             | 03:42 |
| 7.       | Dans la nuit avancée | 02:02 |
| 8.       | La pleureuse         | 03:55 |
| 9.       | Prudence             | 02:51 |
| 10.      | Tout n'est pas mort  | 04:03 |
| 11.      | Itinéraire bis       | 03:12 |
| 00:36:18 |                      |       |
- 2019 : Vian par Debout sur le zinc| No  | Titre                                | Durée |
| --- | ------------------------------------ | ----- |
| 1.  | Quand j'aurai du vent dans mon crâne |       |
| 2.  | Je suis snob                         |       |
| 3.  | Ne vous mariez pas les filles        |       |
| 4.  | Il est tard                          |       |
| 5.  | Le déserteur                         |       |
| 6.  | La valse jaune                       |       |
| 7.  | Il oublia d'oublier d'oublier        |       |
| 8.  | Rue Watt'                            |       |
| 9.  | On fait des rêves                    |       |
| 10. | L'année à l'envers                   |       |
| 11. | J'te veux                            |       |
| 12. | L'âme slave                          |       |
| 13. | De velours et de soie                |       |
| 14. | Je voudrais pas crever               |       |
| 15. | S'il pleuvait des larmes             |       |
- 2021 : L’Importance de l’hiver| 1.       | Plus rien à perdre      | 04:20 |
| 2.       | L'importance de l'hiver | 04:06 |
| 3.       | L'élu                   | 04:50 |
| 4.       | Passe me voir           | 03:14 |
| 5.       | La bête                 | 04:17 |
| 6.       | Le Yin et le Yang       | 03:30 |
| 7.       | Un orage                | 04:33 |
| 8.       | Petite pause            | 03:37 |
| 9.       | Ça va aller             | 04:23 |
| 10.      | Reste là                | 03:08 |
| 11.      | Du balai                | 03:16 |
| 12.      | Les zones d'ombre       | 02:57 |
| 13.      | W                       | 04:00 |
| 14.      | Moi je voulais être     | 02:43 |
| 00:52:59 |                         |       |

### Albumslive
- 2010 : De scy de là (live) (DSLZ SARL)| 1.       | En attendant le pire     | 05:27 |
| 2.       | Les mots d'amour         | 02:58 |
| 3.       | Un jour de moins         | 03:04 |
| 4.       | Rester debout            | 03:43 |
| 5.       | La pantomime             | 05:09 |
| 6.       | Aller simple             | 04:07 |
| 7.       | J'ai                     | 03:16 |
| 8.       | Je cherche encore        | 04:00 |
| 9.       | Poil aux yeux            | 03:30 |
| 10.      | Elle                     | 04:18 |
| 11.      | Les voisins              | 07:23 |
| 12.      | La valse misère          | 04:00 |
| 13.      | Chut...                  | 02:35 |
| 14.      | Des larmes sur ma manche | 04:16 |
| 15.      | Elle m'ennuie            | 03:42 |
| 16.      | Si l'idée nous enchante  | 06:13 |
| 17.      | L'arbre                  | 04:11 |
| 18.      | Les moutons              | 07:08 |
| 19.      | Anita                    | 03:04 |
| 20.      | La déclaration           | 09:12 |
| 01:31:25 |                          |       |
- 2017 : Trois jours debout (Musicast Distribution, D.S.L.Z)| 1.       | Le cran                  | 03:21 |
| 2.       | La vie à deux            | 04:13 |
| 3.       | Lampeldusa               | 04:18 |
| 4.       | L'arbre                  | 04:55 |
| 5.       | Des larmes sur ma manche | 05:12 |
| 6.       | Le bleu du miroir        | 04:57 |
| 7.       | Brindliy à mon enfant    | 04:13 |
| 8.       | Le train                 | 04:25 |
| 9.       | Tu vois loin             | 04:32 |
| 10.      | Avance sans moi          | 04:07 |
| 11.      | Tout n'est pas mort      | 03:56 |
| 12.      | Dans la nuit avancée     | 03:53 |
| 13.      | Le daron                 | 04:04 |
| 14.      | Oublie moi               | 03:40 |
| 15.      | Arabis Orient            | 05:47 |
| 16.      | 2x oui                   | 07:35 |
| 17.      | Sur un trapèze           | 04:22 |
| 18.      | J'ai vu la lumière       | 03:26 |
| 19.      | La relève                | 05:27 |
| 20.      | La pantomime             | 06:22 |
| 21.      | Les promesses            | 02:13 |
| 01:35:08 |                          |       |

### Autres titres
- Poil aux yeux sur l'album La Pittoresque Histoire de Pitt'ocha des Ogres de Barback.
- Mangeur de lune sur l'album Plein du monde de Bratsch.
- Mon homonyme sur l'album Les meilleurs amis de Guillaume Aldebert.
- Mourir pour des idées reprise de Georges Brassens, par les Ogres de Barback.

## Membres

### Membres actuels
Le groupe est composé de sept membres dont Simon Mimoun est le chanteur principal :
- Cédric Ermolieff  — batterie, xylophone, tambourin, darbouka ;
- Chadi Chouman — guitares, trompette[23] (uniquement pour le spectacle Boris Vian) ;
- Simon Mimoun — violon, chant, trompette, chœurs ;
- Romain Sassigneux — clarinette, guitares, chant[9], chœurs, banjo ;
- Olivier Sulpice — banjo, mandole[9] ;
- Thomas Benoît — contrebasse, basse[9] (depuis 2014[9]).

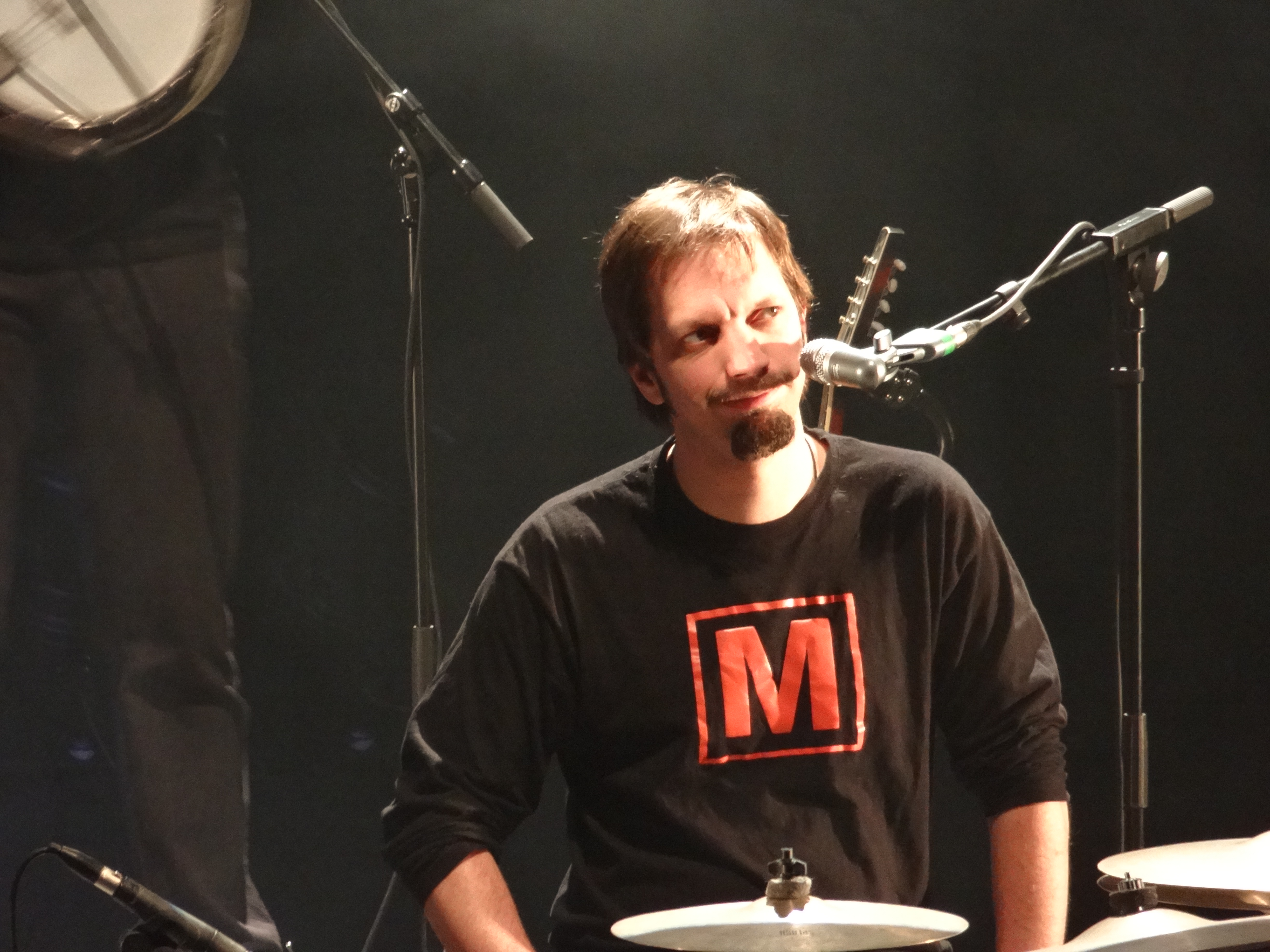
Cédric Ermolieff.
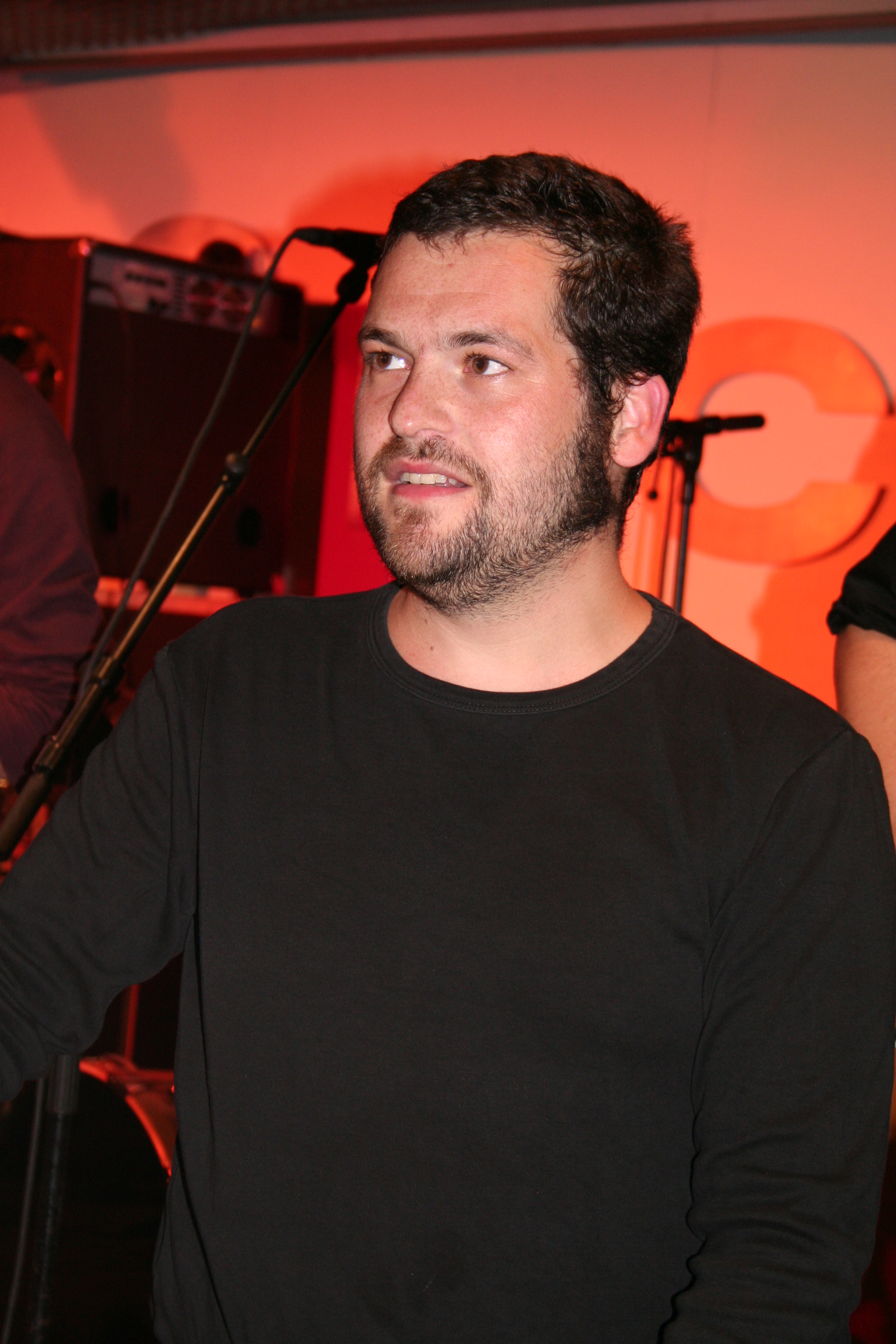
Simon Mimoun.
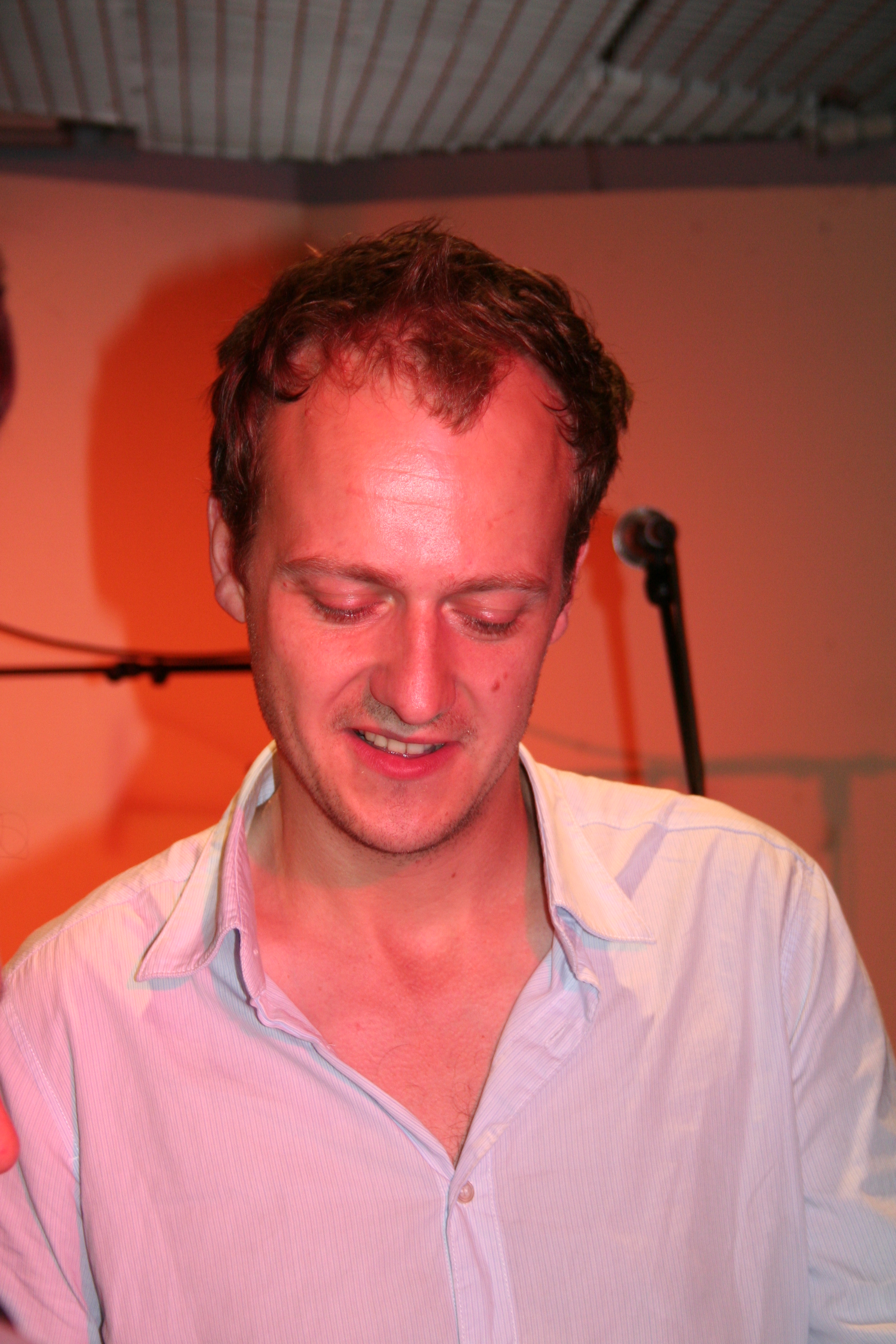
Romain Sassigneux.
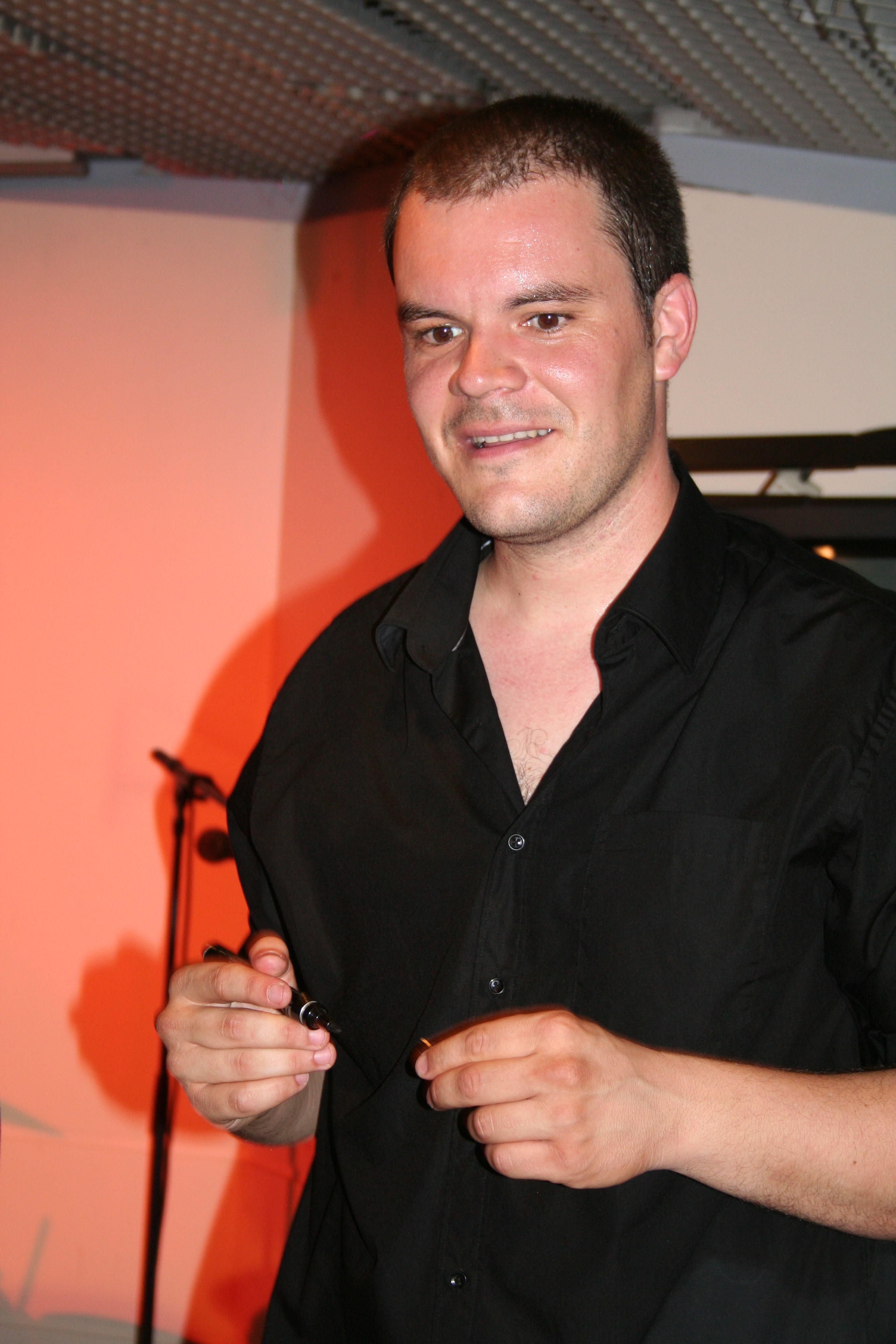
Olivier Sulpice.

### Anciens membres
- Christophe Bastien[24] — guitares, chant, chœurs (jusqu'en 2014[9]).
- William Lovti[24] — contrebasse, basse (jusqu'en 2014[9] : il quitte le groupe à cause de sa maladie et meurt le 3 décembre 2016).
- Frédéric Trisson — accordéon[9] (jusqu'en 2017).
- Marie Lalonde[25] — guitare[9], chœurs, ukulélé (de 2014[9] à 2015).

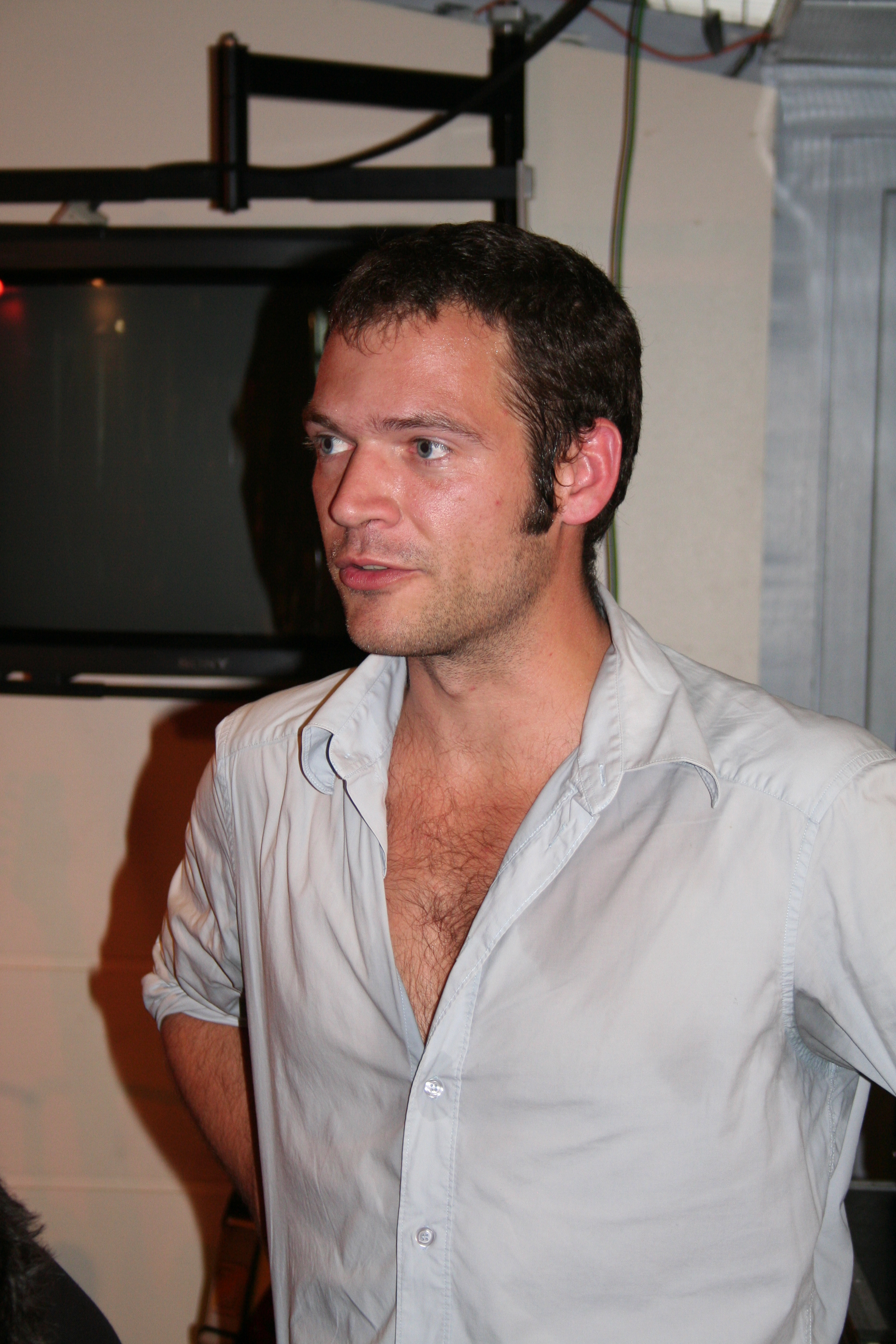
Christophe Bastien.
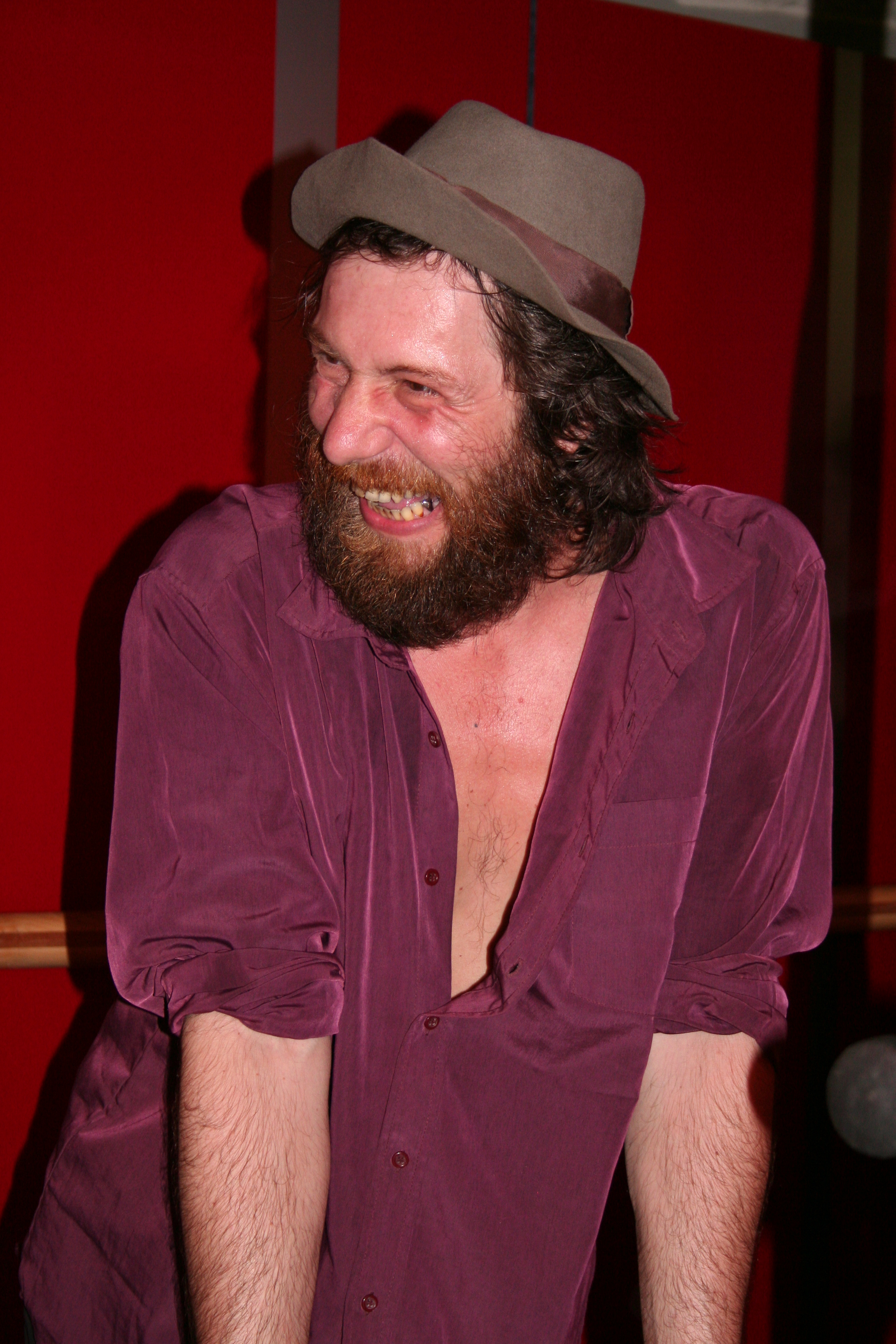
William Lovti.
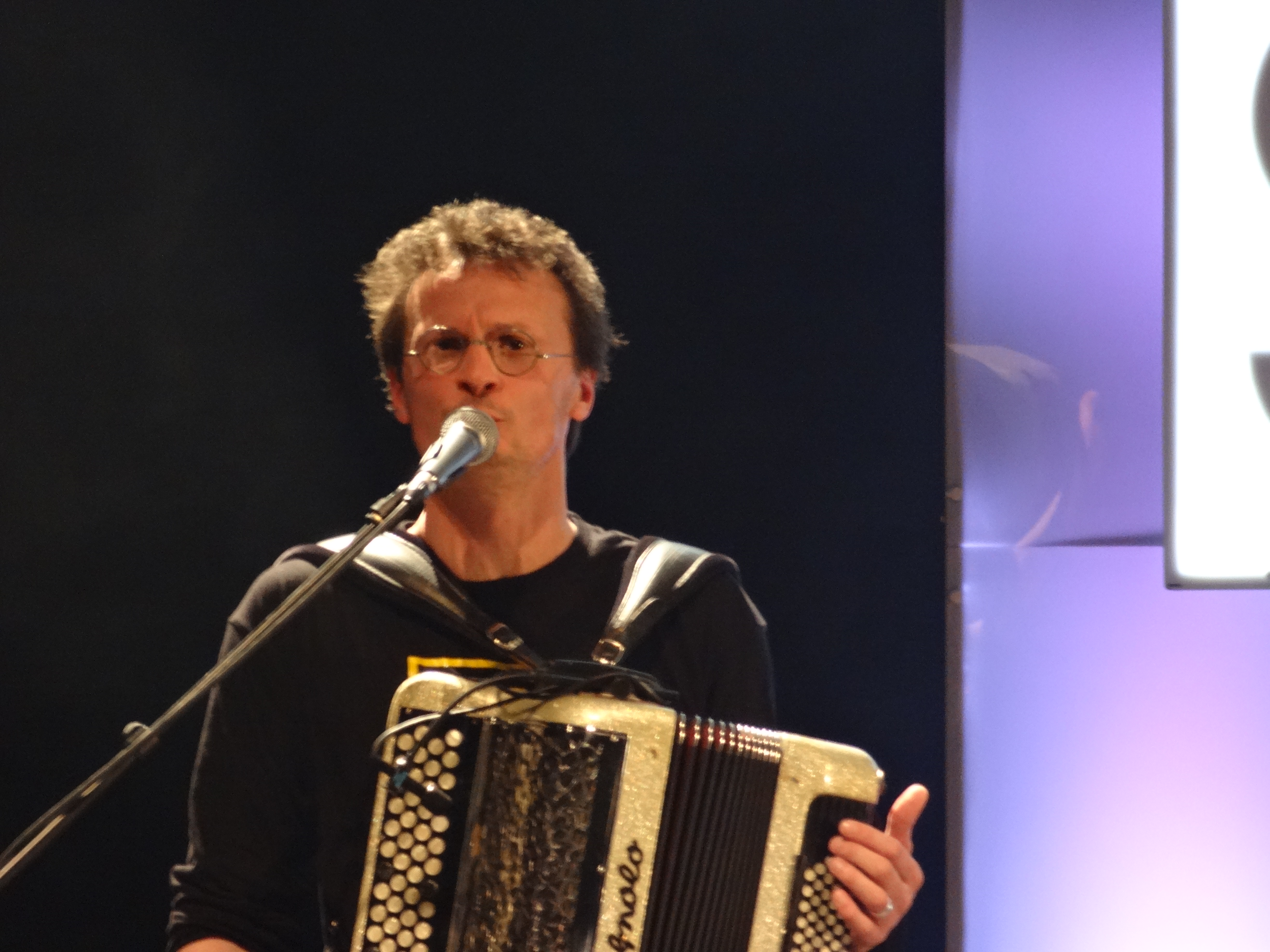
Fred Trisson.